# 三村元親
三村 元親（みむら もとちか、生年未詳 - 天正3年6月2日（1575年7月9日））は、安土桃山時代の大名。備中松山城主。

## 経歴

### 父の暗殺
父・家親は毛利氏を後ろ盾に備中国のほぼ全域及び備前国の一部を勢力下におさめ、備前・美作への勢力拡大を図っていたが、正攻法では叶わぬとみた宇喜多直家によって永禄9年（1566年）に遠藤秀清・俊通兄弟に暗殺されてしまう。
家親の死後、長兄・元祐は既に備中庄氏の養子となっていたので次男である元親が三村氏の家督を相続し、宇喜多氏への復讐を狙い、永禄10年（1567年）に約2万の兵を率いて備前に進攻するも、わずか5千の宇喜多勢に大敗する（明善寺合戦）。これがもとで佐井田城主・植木秀長が宇喜多方へ寝返るなど備中における三村家の威光は衰えを見せたが、毛利氏の支援もあり、元親はこれを押しとどめることができた。

### 宇喜多との抗争
永禄12年（1569年）12月、宇喜多直家に寝返っていた植木秀長の討伐を目指して毛利元清・熊谷信直ら毛利の援軍と共に進軍したが、直家が派遣した戸川秀安の前に手痛い敗戦を喫し、元親自身も負傷しながら撤退に追い込まれた。翌元亀元年（1570年）1月には直家と結んだ尼子再興軍の秋上綱平が備中に乱入し、これに松山城の庄高資・勝資親子や植木秀資（秀長の子）らもこれに同調して挙兵し石川久式の守る幸山城を攻め立て、杉山城に篭った細川道薫も敗れるという緊急事態に陥ったが、元亀2年（1571年）2月に庄勝資が不在の隙を突いて毛利元清と共同で進攻し、庄高資を討ち取って松山城・猿掛城を回復。その余勢を駆って佐井田城奪回も狙ったがこれは庄勝資と植木秀資に阻まれ失敗した。。
同年9月に再び植木秀資の守る佐井田城を兄・庄元祐や叔父・三村親成と共に攻めた時は佐井田城への援軍に駆けつけた浦上家臣の岡本秀広や宇喜多家臣の岡家利・花房職秀らの前に敗北し、元祐がこの戦いで戦死した。

### 毛利から離反
その後、天正2年（1574年）、その毛利氏が不倶戴天の敵である宇喜多直家と結んだため、元親は叔父・三村親成や竹井氏など一部重臣の反対を押し切り、織田信長と通じ、毛利氏から離反。また、同年に宇喜多直家との天神山城の戦いで苦戦していた浦上宗景や三浦貞広と結んだ。
元親の離反に際して毛利家中の一大事と見て三村氏討伐を進言する小早川隆景に対し、吉川元春は（毛利家が宇喜多氏と結ぶこと自体にも反対していたが）元親と直接会って翻意させるので討伐は避けるようにと進言した。しかし、山陽道を任せられていたのは小早川隆景であり、元春は山陰道を任せられていたため進言は容れられず、隆景の意見が採用された。同年11月には早くも三村討伐軍が編成され出雲国から庄勝資・植木秀資らが侵攻して佐井田城を攻略し備中兵乱の口火を切った。

### 最期
毛利本隊も11月中に備中へと侵攻し、元親の手で要塞と化していた本城・備中松山城から攻めることはせず、周囲を固める端城を次々と落としていく作戦を取り、同月中には早くも杠城が陥落し元親の弟・三村元範を自害に追い込んだ。その後も毛利軍は怒涛の勢いで侵略し12月23日には三村兵部が猿掛城の守備を諦め松山城へと後退、年明けて天正3年（1575年）1月1日に国吉城が陥落し、同20日には美袋城が、29日には鬼身城が落ちた。支城をひと通り落とした毛利軍は備中松山城を取り囲んで3月16日に攻撃したが被害が出たため力攻めを回避し持久戦に切り替え、4月には備中から美作国境に掛けて広範囲で麦刈りを実施した。孤立無援に追い込まれた事で城内で寝返るものが出始め、5月22日に松山城は陥落した。元親は妻子・家臣とともに落ちのびを図るが覚悟を決め、毛利軍に使いを出して検使のもとでの切腹を願い出た。毛利氏は願い出を認め、元親は旧知の間柄であった毛利家中・粟屋元方が見守る中、辞世数首を残して6月2日松連寺で自刃した。以下はそのうちの1首。
「人といふ 名をかる程や 末の露 きえてぞかへる もとの雫に」
（嘉永2年(1849年)に編纂された続英雄百首には、この辞世の歌が取り上げられており、江戸時代では元親はそれなりに知られた存在であった。）
元親は詩歌に精通するなど典雅を好む教養人としての顔も有していた。細川藤孝とも親交があり、藤孝は備中松山城篭城中の元親に『八雲集』を届けたという。元親は自害に際し、その藤孝にも1首送っている。その後、元親の子・勝法師丸も捕らえられ、助命嘆願の声もあったが、その利発さを恐れた小早川隆景によって殺害された。これによって戦国大名としての三村氏は完全にその命脈を絶たれ、元親の叔父・親成ら傍流が他家の家臣として残るのみとなった。
なお、元親の墓は源樹寺や頼久寺（ともに岡山県高梁市内）など数箇所に在る。